# Buslijn 27 (Haaglanden)
Buslijn 27 van HTM is een voormalige buslijn in de regio Haaglanden, in de Nederlandse provincie Zuid-Holland.

## Route en dienstregeling
De lijn verbond Randveen in de wijk Bouwlust via winkelcentrum Leyweg, langs het Zuiderpark, langs De Haagse Markt, langs de stations Hollands Spoor en het Centraal Station, via de wijken Bezuidenhout en Mariahoeve met Station Mariahoeve.
Buslijn 27 reed alleen van maandag t/m vrijdag in de brede spitsuren als sneldienst en reed iedere 15 minuten. De lijn stopte op een beperkt aantal halten. Buslijn 27 reed niet tijdens de schoolvakanties en de zomerdienstregeling.

## Geschiedenis

### 1955-1965
- 1 november 1955: De eerste instelling van lijn 27 vond plaats op het traject Bronovolaan - Melis Stokelaan/Leyweg. In het kader van de wijziging van alle Haagse buslijnaanduidingen van letters in cijfers werd dit het nieuwe lijnnummer van lijn R, die vanaf 1936 een busdienst had onderhouden op dit traject.
- 15 september 1958: Het eindpunt Melis Stokelaan/Leyweg werd gewijzigd in Melis Stokelaan/Aagje Dekenlaan.
- 3 november 1958: Het eindpunt werd verlegd, nu naar Melis Stokelaan/Jan Luykenlaan.
- 30 oktober 1965: Lijn 27 werd opgeheven in het kader van de uitvoering van de eerste fase van het Plan Lehner. De route van lijn 27 werd gecombineerd met die van lijn 22 tot een nieuwe route.

### 1967-1987
- mei 1967: De tweede instelling van lijn 27 vond plaats op het traject Kijkduin - Vrederust. Dit traject was eerder bereden door de voormalige buslijn 35, die anderhalf jaar eerder was opgeheven.(35 was vroeger lijn U) De dienst werd uitgevoerd als zomerlijn.
- 25 maart 1979: De zomerdienstregeling werd omgezet in een jaardienstregeling.
- 30 mei 1987: Lijn 27 werd opgeheven en vervangen door Westnederland lijn 129 uit Rotterdam en Delft welke lijn naar Kijkduin in plaats van het Centraal Station ging rijden.

### 1995-2001
- 4 september 1995: De derde instelling van lijn 27 vond plaats op het traject Vrederust - Wateringen. De dienst werd uitgevoerd van maandag tot en met zaterdag tussen 7.00 en 19.00 uur.
- 2 september 2001: Lijn 27 werd opgeheven.

### 2008-2012
- 14 december 2008: De vierde instelling van lijn 27 vond plaats op het traject Leyenburg - Wateringen Vlasser. Dit traject werd overgenomen van het busbedrijf Connexxion die met een taxibusje de lijn exploiteerde. De dienst werd uitgevoerd van maandag tot en met vrijdag tussen 7.00 en 19.00 uur en op zaterdag tussen 8.00 en 19.00 uur.
- 30 augustus 2009: De lijn was overgaan naar streekvervoerder Veolia, deze dienst werd gereden met midibusjes (Sprinter).
- 13 december 2009: Lijn 27 kwam weer terug bij de HTM en ging tussen de haltes Paterswoldestraat en Willem III Straat een andere route rijden. De route zou op dit stuk rijden over de Erasmusweg en de Ambachtsweg. Na een jaar nam streekvervoerder Veolia de lijn weer over. Vanaf 21 september 2010 liet HTM taxi's rijden in plaats van bussen.
- 12 december 2011: Lijn 27 keerde weer terug naar de HTM. Lijn 27 reed weer met de reguliere stadsbussen. De route bleef hetzelfde en de frequentie was op maandag t/m vrijdag, behalve donderdag van 7.00 tot 21.00 uur en op donderdag van 7.00 tot 21.30 uur. Op zaterdag reed lijn 27 van 8.00 tot 21.00 uur. Op zondagen reed lijn 27 niet.
- 9 december 2012: Lijn 27 werd opgeheven. Dit vanwege het lage busgebruik. Er waren ook meerdere alternatieven op deze lijn.

### 2018-2020
- 9 december 2018: De vijfde instelling van lijn 27 vond plaats op het traject Randveen - Station Mariahoeve. Deze lijn diende als een sneldienst en zou alleen tijdens de spits rijden. Lijn 27 reed niet tijdens de schoolvakanties en de zomerdienstregeling.
- 15 december 2019: De nieuwe busconcessie "Haaglanden Stad" ging vanaf dat moment in voor de periode 2019 - 2034. Daarnaast werd het vervoersbedrijf HTMbuzz na zeven jaar weer veranderd naar HTM.
- 31 augustus 2020: Door de gevolgen van de coronacrisis en door het te geringe gebruik van de bus voor de coronacrisis werd lijn 27 opgeheven. Op basis van de maatregelen werd er geadviseerd om te blijven thuis te werken en voor de scholieren die deze buslijn gebruikten de spits of het openbaar vervoer te vermijden in overleg met de scholen. Hierdoor reed de bus vaker met weinig reizigers. Daarnaast pakte men vaker lijn 24, 25 of 26 die wel op de tussenliggende halten stoppen en lijn 27 vaker vrijwel leeg was tijdens de spits. De extra ritten tijdens de spits naar Mariahoeve werden overgenomen door lijn 24.